# (6331) 1992 FZ1
(6331) 1992 FZ1 es un asteroide perteneciente al cinturón de asteroides, región del sistema solar que se encuentra entre las órbitas de Marte y Júpiter, más concretamente a la familia de Vesta, descubierto el 28 de marzo de 1992 por Seiji Ueda y el astrónomo Hiroshi Kaneda desde el Kushiro Marsh Observatory, Hokkaidō, Japón.

## Designación y nombre
Designado provisionalmente como 1992 FZ1. 

## Características orbitales
1992 FZ1 está situado a una distancia media del Sol de 2,358 ua, pudiendo alejarse hasta 2,673 ua y acercarse hasta 2,043 ua. Su excentricidad es 0,133 y la inclinación orbital 7,764 grados. Emplea 1322,98 días en completar una órbita alrededor del Sol.
Pertenece a la familia de asteroides de (4) Vesta.

## Características físicas
La magnitud absoluta de 1992 FZ1 es 13,2. Tiene 5,321 km de diámetro y su albedo se estima en 0,473. 